# Einwald (Gemarkung)
Einwald ist eine Gemarkung im Landkreis Kelheim.
Die Gemarkung mit einem Gemarkungsteil und einer Fläche von etwa 590 Hektar liegt im Gebiet der Gemeinde Ihrlerstein. Auf ihr liegen die Gemeindeteile Kleinwalddorf, Osterthal, Palmberg, Rappelshofen und Sausthal. 